# Paratettix singularis
Paratettix singularis är en insektsart som beskrevs av Tokuichi Shiraki 1905-1906. Paratettix singularis ingår i släktet Paratettix och familjen torngräshoppor. Inga underarter finns listade i Catalogue of Life.